# وأد الإناث في الصين

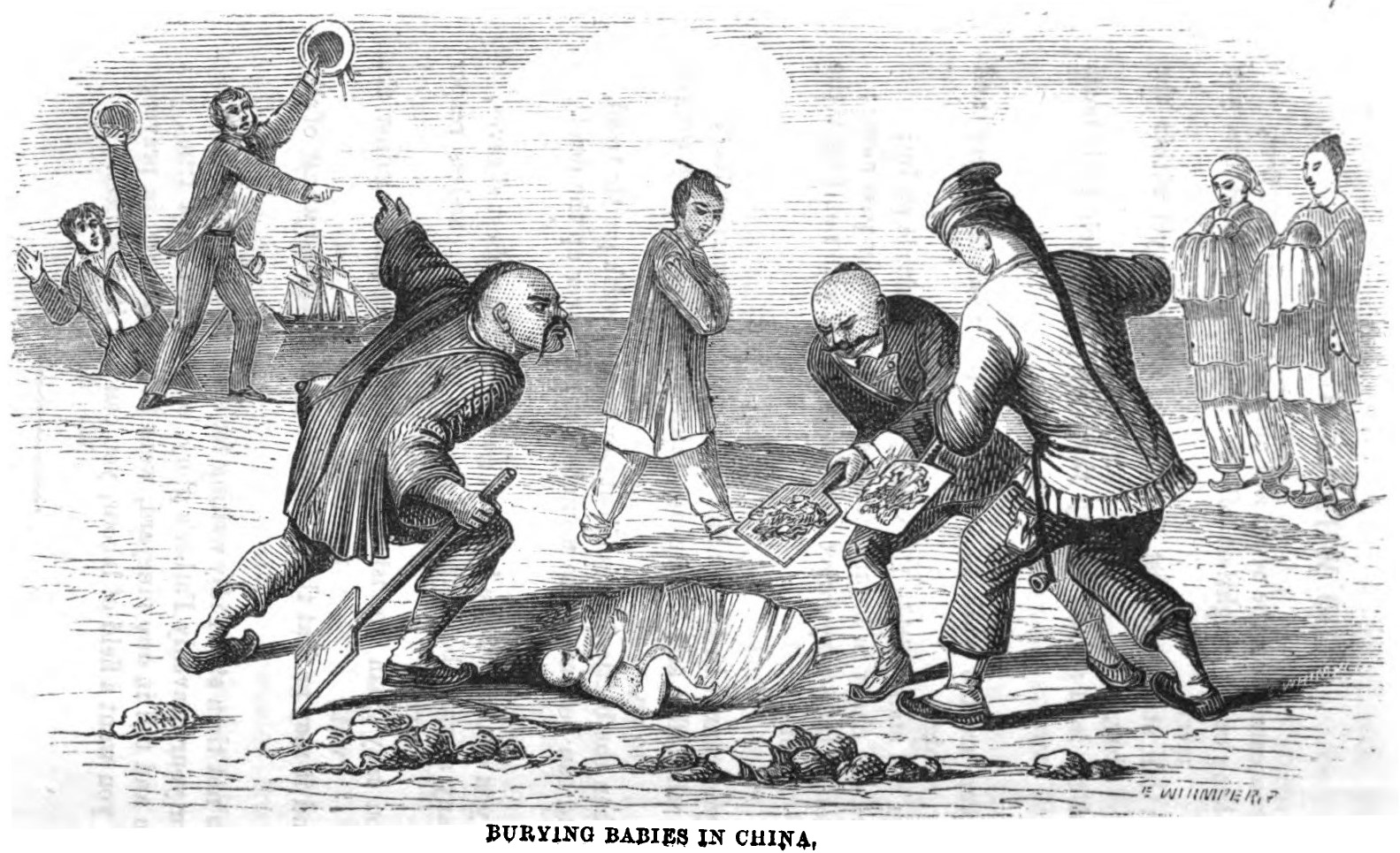
دفن الأطفال في الصين، مارس 1865

جمهورية الصين الشعبية وأسلافها لديهم تاريخ في ممارسة وأد الإناث على مدى 2000 سنة، وفي جميع أنحاء العالم، كانت تتم ممارسة "قتل الأطفال" منذ العصور القديمة لغرض السيطرة على السكان، وهي طريقة غير مصرح بها لتنظيم الأسرة تم التغاضي عنها لعدة قرون في المنطقة حتى الآونة الأخيرة، ويشار إلى هذه الظاهرة أيضا باسم «القتل المنظم ضد الإناث» بالانجليزية "female gendercide"، ومع ذلك، يمكن استخدام مصطلح "القتل المنظم بالانجليزية Gendercide" لكلا الجنسين.

## الخليفة التاريخية
كانت ممارسة «وأد الإناث» بعيدة عن الاستغناء عنها تماما في الصين، فقد كتب «البوذيون» أن قتل الفتيات الصغيرات سيجلب الكارما السيئة، على العكس من أولئك الذين أنقذوا حياة فتاة صغيرة إما عن طريق التدخل أو من خلال عرض المال أو الطعام الذي من شأنه أن يجلب الكرمة الجيدة، مما يؤدي إلى حياة مزدهرة وطويلة ونجاح لأبنائهم، ومع ذلك فإن الاعتقاد البوذي في التناسخ يعني أن وفاة الطفل لم يكن نهائيا كما أن الطفل سوف يولد من جديد، وهذا الاعتقاد خفف الشعور بالذنب إزاء قتل الإناث، ولكن تعارض الموقف الكونفوشيوسي "Confucian"، ازاء قضية «وأد البنات»، أو قتل الفتيات الرضع، حيث تم التقليل من شأن الأطفال من خلال التركيز ووضع قيمة أكبر على كبار السن بدلاً من العنصر الشاب، في حين أن الاعتقاد الكونفوشيوسي من "رن Ren" قاد المثقفين الكونفوشيوسية لدعم فكرة أن «وأد البنات» كان خطأ وأن هذه الممارسة من شأنها أن تخل بالتوازن بين "الين واليانغ Yin and yang".

عندما وصل المبشرون المسيحيون إلى الصين في أواخر القرن السادس عشر، شهدوا حديثي الولادة يلقون في الأنهار أو على أكوام القمامة، وفي القرن السابع عشر، وثق "ماتيو ريتشي Matteo Ricci" أن هذه الممارسة وقعت في العديد من مقاطعات الصين، وقال إن السبب الرئيسي لهذه الممارسة هو الفقر، كما استمرت هذه الممارسة في القرن التاسع عشر، وانخفضت بشكل حاد خلال الحقبة الشيوعية، لكنها أعادت الظهور كمسألة منذ بدء سياسة الطفل الواحد في أوائل الثمانينات، وأظهر تعداد عام 1990 أن نسبة الجنس الإجمالية تبلغ 1.066، وينبغي أن تكون نسبة الجنس العادية لجميع الأعمار أقل من 1.02.

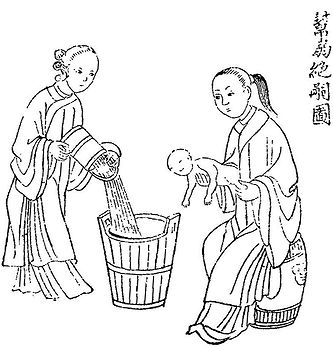
مكافحة وأد الأطفال في عام 1800.

## القرن التاسع عشر
خلال القرن التاسع عشر كانت ممارسة "وأد الاناث" واسعة الانتشار، وهناك قراءات من نصوص "تشينغ Qing" تشير إلى انتشار مصطلح "غرق الفتيات "ni nü" بالانجليزية "drown girls"، وكان الغرق الطريقة الأكثر شيوعا المستخدمة لقتل الأطفال الإناث، وكانت الطرق الأخرى المستخدمة هي الاختناق والتجويع، وكان ترك الطفل معرض للخطر طريقة أخرى لقتل الرضيع، وأحيانا كان يوضع الأطفال بسلات يتم تعليقها على الأشجار ليُتخلص من الأطفال، أما الراهبات البوذيات، فقد عملن على صنع فتحات في الأسوار لمن يريد التخلص من طفله.

وأفاد المبشر ديفيد أبيل "David Abeel" في عام 1844 أن ما بين ثلث وربع، جميع الأطفال الإناث قتلوا عند الولادة أو بعد فترة وجيزة، وفي عام 1878، قام المبشر اليسوعي الفرنسي "غابرييل بالاتر Gabriel Palatre"، بتجميع وثائق من 13 مقاطعة ومن جمعية الطفولة المقدسة "Association of the Holy Childhood"، كما وجد أدلة على قتل الأطفال في مقاطعة شانشي وسيتشوان، ووفقا للمعلومات التي جمعها «بالاتر» انتشرت هذه الممارسة على نطاق أوسع في المقاطعات الجنوبية الشرقية وفي منطقة نهر اليانغتسى السفلى.

## القرن العشرين
في عام 1930، كتب "رو شي Rou Shi"، وهو عضو في "May Fourth Movement"، قصة قصيرة بعنوان «الرقيق الأم A Slave-Mother»، وفيه صور «رو شي» الفقر المدقع في المجتمعات الريفية التي كانت سببا مباشرا لقتل الإناث.

وورد في الكتاب الأبيض "white paper" الذي نشرته الحكومة الصينية في عام 1980 أن ممارسة وأد الإناث كانت «فساد إقطاعيا»، وإن الموقف الرسمي للدولة من هذة الممارسة هو أنه عباره عن تأثير انتقالي من الأوقات الإقطاعية، وليس نتيجة لسياسة الطفل الواحد، ولكن وفقا «لجينغ باو نيه Jing-Bao Nie»، سيكون «من غير المعقول» الاعتقاد بأنه لا توجد صلة بين سياسات تنظيم الأسرة في الولايات ووأد الإناث.

وفي 25 سبتمبر 1980 في «خطاب مفتوح open letter»، طلب المكتب السياسي للحزب الشيوعي الصيني أن يكون أعضاء الحزب، وأولئك في اتحاد الشباب الشيوعي، مثالا يحتذى به وأن يكون لهم طفل واحد فقط.

ومنذ بداية اقتراح سياسة «الطفل الواحد» كانت هناك مخاوف من أن يؤدي ذلك إلى اختلال التوازن في نسبة الجنس، وفي أوائل الثمانينيات من القرن الماضي، أصبح كبار المسؤولين يشعرون بقلق متزايد
حول التقارير التي تشير إلى قتل الإناث من قبل العائلات، التي لم تحصل على أبناء ذكور ويأست من ذلك، وفي عام 1984، حاولت الحكومة معالجة هذه المسألة عن طريق تعديل سياسة الطفل الواحد للسماح للأزواج الذين يكون أول طفل لهم «أنثي» أن يكون لهم فرصة إنجاب طفل ثاني.

## في الوقت الحاضر
يريد العديد من الأزواج الصينيين أن يكون لديهم أبناء من الذكور لأنهم يحملون تقليدًا يدعى «باسم العائلة» ويقدمون الدعم والأمان لوالديهم المسنين في وقت لاحق عند تقدمهم بالعمر، وعلى العكس من ذلك، فإن من المتوقع أن تترك «الابنة» والديها عند الزواج للانضمام ورعاية أسرة زوجها، وفي الأسر الريفية، التي شكلت في عام 2014 ما يقرب من نصف السكان الصينيين، اعتبرت الذكور أكثر قيمة من النساء بسبب أدائهم للأعمال الزراعية والأعمال اليدوية.

كما أظهر استطلاع للرأي أجري في عام 2005، إلي وجود اختلافات واضحة في نسبة الجنس عبر المقاطعات، تتراوح من 1.04 في التبت إلى 1.43 td جيانغشي، وقد أشارت بانيستر عام 2004، في استعراض أدبياتها إلى قلة عدد النساء في البلاد، وإن ذلك يمثل حدوث عودة جديدة لانتشار ممارسة وأد الإناث بعد اعتماد بسياسة الطفل الواحد، ومن ناحية أخرى، جادل العديد من الباحثين بأن ممارسة وأد الإناث هي نادرة الحدوث في الصين اليوم، خاصة وأن الحكومة قد حظرت هذه الممارسة، ومثالآ على ذلك، ادعى أبحاث لتسنغ وزملاؤه عام 1993، أن ما لا يقل عن نصف الاختلال بين الجنسين في البلاد ناشئ عن نقص الإبلاغ عن الولادات الأنثوية.

ووفقا لمركز جنيف للرقابة الديمقراطية على القوات المسلحة، فإن النقص الديمغرافي في عدد الإناث اللواتي توفين بسبب قضايا تتعلق بنوع الجنس هو في نفس نطاق الوفيات المقدرة بحوالي 191 مليون شخص والتي تمثل جميع النزاعات في القرن العشرين، وفي عام 2012 تم إصدار الفيلم الوثائقي الذي حمل عنوان «إنها فتاة: الكلمات الثلاثة الأكثر دموية في العالم»، والذي ألقى الضوء على ممارسة قتل الإناث في كل من الهند والصين.

ونتيجة لقتل الإناث والإجهاض الانتقائي بسبب الجنس، هناك ما يقدر بنحو 30-40 مليون رجل أكثر من النساء في الصين اليوم، وقد يؤدي هذا العجز إلى توليد طائفة واسعة من العواقب الاجتماعية والسياسية والاقتصادية السلبية.